# Justicia grisebachiana
Justicia grisebachiana är en akantusväxtart som beskrevs av Acev.-rodr.. Justicia grisebachiana ingår i släktet Justicia och familjen akantusväxter. Inga underarter finns listade i Catalogue of Life.